# Stourton (Staffordshire)
Stourton – osada w Anglii, w hrabstwie Staffordshire. Leży 3 km od Kinver. W 2018 miejscowość liczyła 518 mieszkańców.